# Augusta Sasko-Gothajská
Augusta Sachsen-Gotha (30. listopadu 1719, Gotha – 8. února 1772, Londýn) byla jako manželka následníka britského trůnu waleského prince Frederika Ludvíka v letech 1736–1751 waleská princezna, později nosila titul princezny-vdovy.

## Biografie
Princezna Augusta se narodila jako předposlední, osmnácté dítě z devatenácti potomků Fridricha II. Sasko-Gothajsko-Altenburského a jeho manželky Magdaleny Augusty Anhaltsko-Zerbstské.

### Manželství a potomci

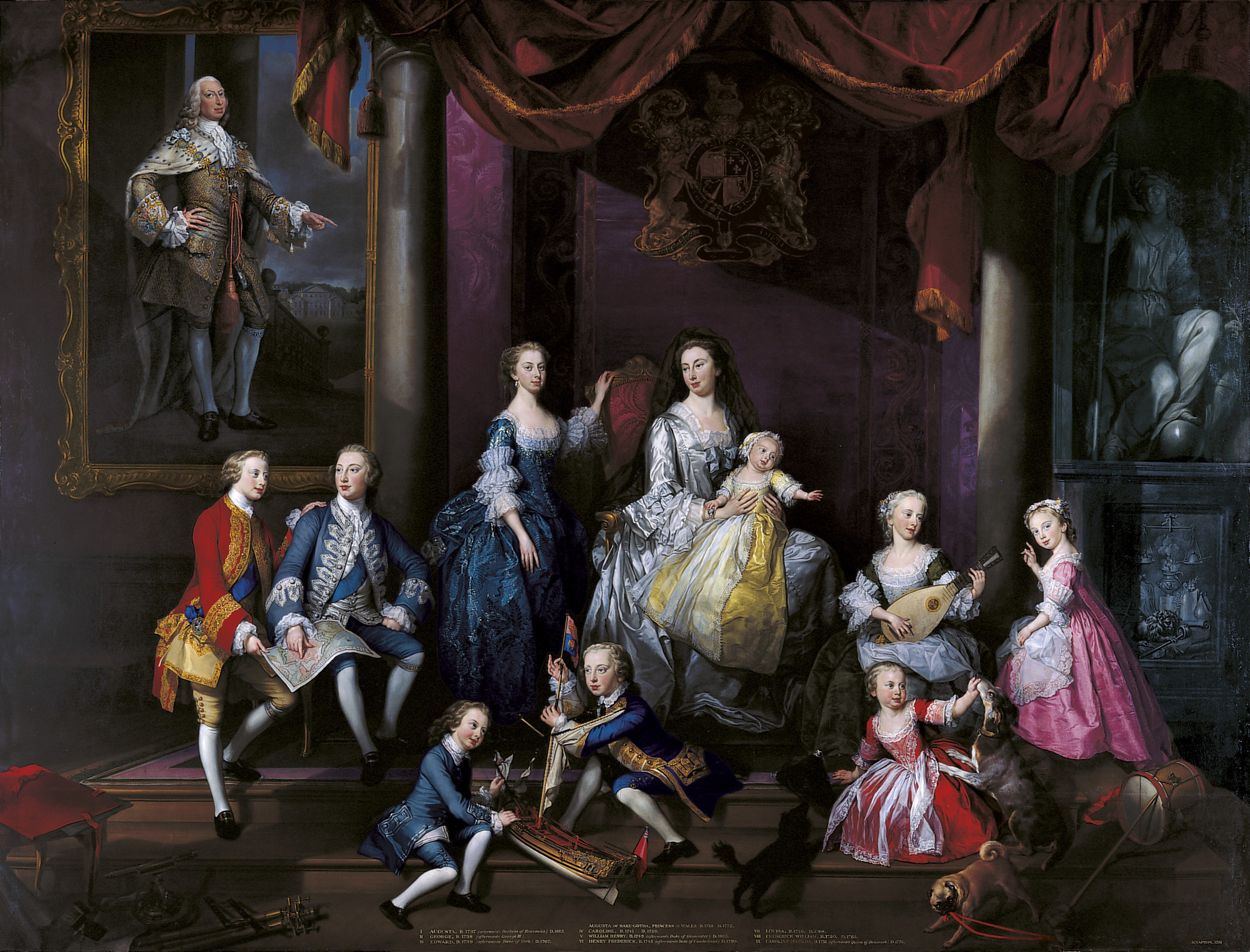
Rodina Augusty a Frederika

Ve věku 16 let, aniž by znala jediného slova anglicky, odjela do Velké Británie, aby se tam provdala za následníka britského trůnu, waleského prince Frederika. Obřad se uskutečnil 8. května roku 1736 v Královské kapli St James's Palace v Londýně. Augustu za manželku pro svého nejstaršího syna vybrala osobně královna Karolina, s níž byl Frederik ve velmi špatných vztazích; přesto manželství bylo šťastné. Vzešlo z něj devět potomků – pět synů a čtyři dcery (poslední dcera se narodila jako pohrobek po Frederikově smrti).
- Augusta Frederika (31. 7. 1737 – 23. 3. 1813) ⚭ 1764 Karel Vilém Ferdinand Brunšvicko-Wolfenbüttelský (9. 10. 1735 – 10. 11. 1806), kníže brunšvicko-wolfenbüttelský, vévoda brunšvicko-lüneburský a polní maršál
- Jiří III. (4. 6. 1738 – 29. 1. 1820) ⚭ 1761 Šarlota Meklenbursko-Střelická (19. 5. 1744 – 17. 11. 1818 )
- Eduard August (25. 3. 1739 – 17. 9. 1767), vévoda z Yorku a Albany
- Alžběta Karolina (10. 1. 1740 – 4. 9. 1759)
- Vilém Jindřich (25. 11. 1743 – 25. 8. 1805), vévoda z Gloucesteru a Edinburghu ⚭ 1766 Maria Walpole (10. 7. 1736 – 22. 8. 1807)
- Jindřich Frederik (7. 11. 1745 – 18. 9. 1790), vévoda z Cumberlandu a Strathearnu ⚭ 1771 Anne Horton (24. 1. 1743 – 28. 12. 1808)
- Luisa Anna (19. 3. 1749 – 13. 3. 1768)
- Frederik Vilém (13. 5. 1750 – 29. 12. 1765)
- Karolina Matylda (11. 7. 1751 – 10. 5. 1775) ⚭ 1766 dánský král Kristián VII. (29. 1. 1749 – 13. 3. 1808)

Jejich první dcera, princezna Augusta Frederika, se místo v St James's Palace narodila v Hampton Courtu, kam princ Frederik Augustu potají uprostřed noci převezl, aby jeho rodiče, s nimiž byl ve velmi špatných vztazích, především pak nenáviděná matka, nemohli být porodu přítomni.
Během manželství stála vždy po boku svého manžela v jeho boji proti rodičům.
Po smrti manžela (31. března 1751) role Augusty jako matky nového následníka trůnu velmi vzrostla, neboť nebylo vyloučeno, že by se mohla (po eventuální smrti krále) stát regentkou neplnoletého následníka, což vyvolalo značně kontroverzní odezvu. Krátce poté se začalo proslýchat, že má vztah s Johnem Stuartem, 3. hrabětem Bute, učitelem svého syna, který na ni měl velký vliv; oba byli vláčeni tiskem. Mimořádným nepřátelstvím britského lidu trpěla i po nástupu svého syna Jiřího III. na trůn.

### Kew Gardens
Po manželově smrti rozšířila a rozestavěla Královské botanické zahrady (Kew) (Kew Gardens), jejichž základy princ Frederik položil. Na její přání Sir William Chambers vybudoval řadu zahradních staveb, např. v roce 1761 zde byla postavena čínská pagoda, jež v Kew Gardens stojí dodnes.

### Smrt
Zemřela v 52 letech na rakovinu hrtanu 8. února 1772. Pohřbena byla ve Westminsterském opatství. Její pohřební průvod proběhl s mnoha problémy a když byla její rakev ukládána do hrobky, byla doprovázena nadávkami a křikem.

### Zajímavosti
- V 30. letech 18. století v Georgii, která byla tehdy jednou z britských kolonií, vznikla osada, jež byla nazvána Agustiným jménem – Augusta.
- Na počest Augusty bylo nazváno jejím jménem i hrabství ve Virginii – hrabství Augusta.

## Vývod z předků

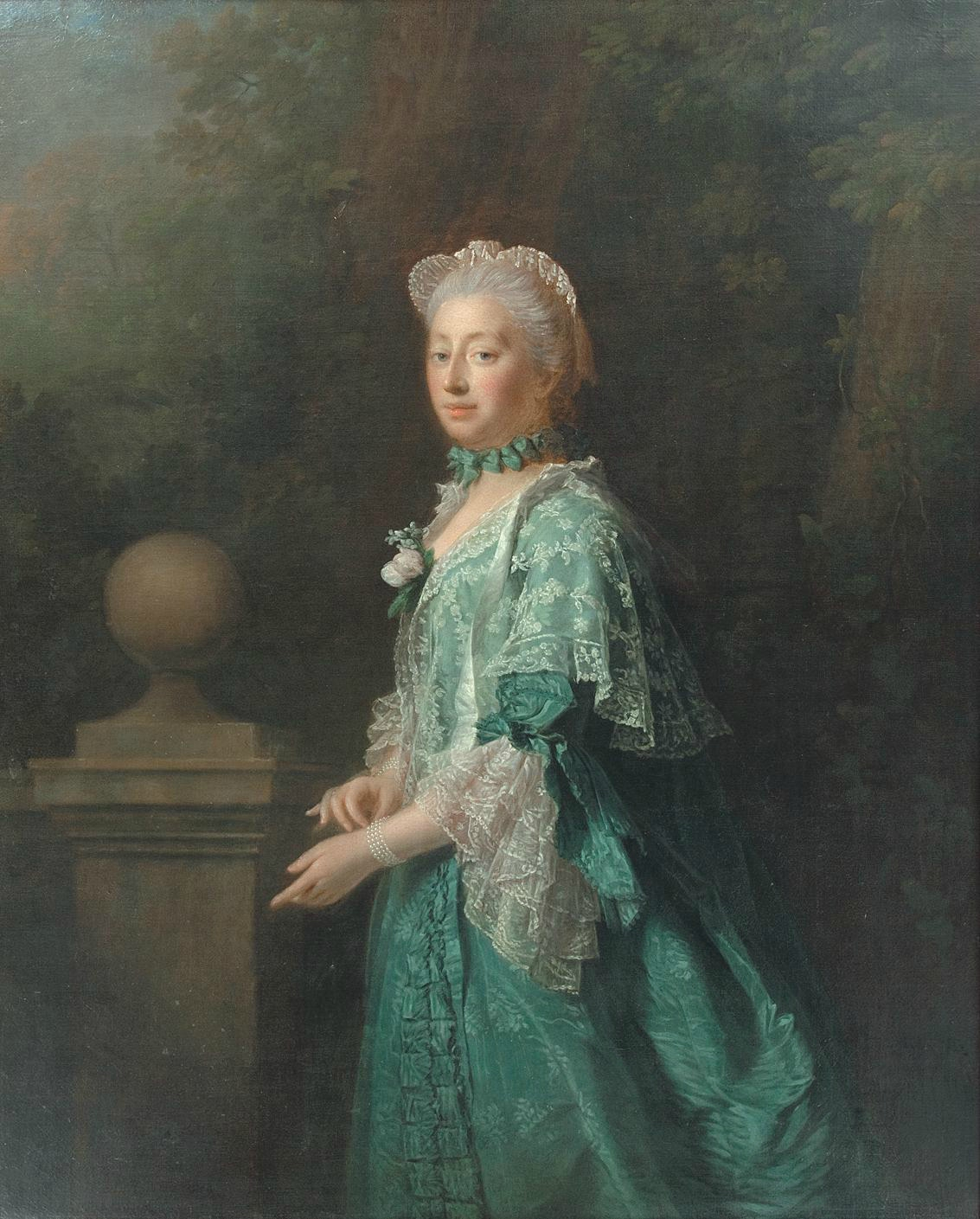
Augusta v pozdějším věku jako vdova

|                         |                                          |  |                            |                                     |  |  |  |  |  |  |  | Jan II. Sasko-Výmarský |
|                         |                                          |  |                            |                                     |  |  |  |  |  |  |  |                        |
|                         | Arnošt I. Sasko-Gothajský                |  |                            |                                     |  |  |  |  |  |  |  |                        |
|                         |                                          |  |                            |                                     |  |  |  |  |  |  |  |                        |
|                         |                                          |  |                            | Dorotea Marie Anhaltská             |  |  |  |  |  |  |  |                        |
|                         |                                          |  |                            |                                     |  |  |  |  |  |  |  |                        |
|                         | Fridrich I. Sasko-Gothajsko-Altenburský  |  |                            |                                     |  |  |  |  |  |  |  |                        |
|                         |                                          |  |                            |                                     |  |  |  |  |  |  |  |                        |
|                         |                                          |  |                            | Jan Filip Sasko-Altenburský         |  |  |  |  |  |  |  |                        |
|                         |                                          |  |                            |                                     |  |  |  |  |  |  |  |                        |
|                         | Alžběta Žofie Sasko-Altenburská          |  |                            |                                     |  |  |  |  |  |  |  |                        |
|                         |                                          |  |                            |                                     |  |  |  |  |  |  |  |                        |
|                         |                                          |  |                            | Alžběta Brunšvicko-Wolfenbüttelská  |  |  |  |  |  |  |  |                        |
|                         |                                          |  |                            |                                     |  |  |  |  |  |  |  |                        |
|                         | Fridrich II. Sasko-Gothajsko-Altenburský |  |                            |                                     |  |  |  |  |  |  |  |                        |
|                         |                                          |  |                            |                                     |  |  |  |  |  |  |  |                        |
|                         |                                          |  |                            | Jan Jiří I. Saský                   |  |  |  |  |  |  |  |                        |
|                         |                                          |  |                            |                                     |  |  |  |  |  |  |  |                        |
|                         | August Sasko-Weissenfelský               |  |                            |                                     |  |  |  |  |  |  |  |                        |
|                         |                                          |  |                            |                                     |  |  |  |  |  |  |  |                        |
|                         |                                          |  |                            | Magdalena Sibylla Pruská            |  |  |  |  |  |  |  |                        |
|                         |                                          |  |                            |                                     |  |  |  |  |  |  |  |                        |
|                         | Magdaléna Sibyla Sasko-Weissenfelská     |  |                            |                                     |  |  |  |  |  |  |  |                        |
|                         |                                          |  |                            |                                     |  |  |  |  |  |  |  |                        |
|                         |                                          |  |                            | Adolf Fridrich I. Meklenburský      |  |  |  |  |  |  |  |                        |
|                         |                                          |  |                            |                                     |  |  |  |  |  |  |  |                        |
|                         | Anna Marie Meklenbursko-Schwerinská      |  |                            |                                     |  |  |  |  |  |  |  |                        |
|                         |                                          |  |                            |                                     |  |  |  |  |  |  |  |                        |
|                         |                                          |  |                            | Anna Marie Ostfrieslandská          |  |  |  |  |  |  |  |                        |
|                         |                                          |  |                            |                                     |  |  |  |  |  |  |  |                        |
| Augusta Sasko-Gothajská |                                          |  |                            |                                     |  |  |  |  |  |  |  |                        |
|                         |                                          |  |                            |                                     |  |  |  |  |  |  |  |                        |
|                         |                                          |  | Rudolf Anhaltsko-Zerbstský |                                     |  |  |  |  |  |  |  |                        |
|                         |                                          |  |                            |                                     |  |  |  |  |  |  |  |                        |
|                         | Jan VI. Anhaltsko-Zerbstský              |  |                            |                                     |  |  |  |  |  |  |  |                        |
|                         |                                          |  |                            |                                     |  |  |  |  |  |  |  |                        |
|                         |                                          |  |                            | Magdalena Oldenburská               |  |  |  |  |  |  |  |                        |
|                         |                                          |  |                            |                                     |  |  |  |  |  |  |  |                        |
|                         | Karel Anhaltsko-Zerbstský                |  |                            |                                     |  |  |  |  |  |  |  |                        |
|                         |                                          |  |                            |                                     |  |  |  |  |  |  |  |                        |
|                         |                                          |  |                            | Fridrich III. Holštýnsko-Gottorpský |  |  |  |  |  |  |  |                        |
|                         |                                          |  |                            |                                     |  |  |  |  |  |  |  |                        |
|                         | Žofie Augusta Holštýnsko-Gottorpská      |  |                            |                                     |  |  |  |  |  |  |  |                        |
|                         |                                          |  |                            |                                     |  |  |  |  |  |  |  |                        |
|                         |                                          |  |                            | Marie Alžběta Saská                 |  |  |  |  |  |  |  |                        |
|                         |                                          |  |                            |                                     |  |  |  |  |  |  |  |                        |
|                         | Magdalena Augusta Anhaltsko-Zerbstská    |  |                            |                                     |  |  |  |  |  |  |  |                        |
|                         |                                          |  |                            |                                     |  |  |  |  |  |  |  |                        |
|                         |                                          |  |                            | Jan Jiří I. Saský                   |  |  |  |  |  |  |  |                        |
|                         |                                          |  |                            |                                     |  |  |  |  |  |  |  |                        |
|                         | August Sasko-Weissenfelský               |  |                            |                                     |  |  |  |  |  |  |  |                        |
|                         |                                          |  |                            |                                     |  |  |  |  |  |  |  |                        |
|                         |                                          |  |                            | Magdalena Sibylla Pruská            |  |  |  |  |  |  |  |                        |
|                         |                                          |  |                            |                                     |  |  |  |  |  |  |  |                        |
|                         | Žofie Sasko-Weissenfelská                |  |                            |                                     |  |  |  |  |  |  |  |                        |
|                         |                                          |  |                            |                                     |  |  |  |  |  |  |  |                        |
|                         |                                          |  |                            | Adolf Fridrich I. Meklenburský      |  |  |  |  |  |  |  |                        |
|                         |                                          |  |                            |                                     |  |  |  |  |  |  |  |                        |
|                         | Anna Marie Meklenbursko-Schwerinská      |  |                            |                                     |  |  |  |  |  |  |  |                        |
|                         |                                          |  |                            |                                     |  |  |  |  |  |  |  |                        |
|                         |                                          |  |                            | Anna Marie Ostfrieslandská          |  |  |  |  |  |  |  |                        |
|                         |                                          |  |                            |                                     |  |  |  |  |  |  |  |                        |